# HSV Borussia Friedenstal
Maillots
Le HSV Borussia Friedenstal (nom complet: Herforder Sportverein Borussia Friedenstal e.V.) est un club de football féminin situé à Herford dans le land de Rhénanie-du-Nord-Westphalie en Allemagne. Le club a disputé 3 saisons en Bundesliga.
À la fin de la saison 2014-2015, le HSV Borussia Friedenstal descend en 2.Bundesliga.

## Palmarès
- Champion de 2.Bundesliga : 2008